# Repérage des constellations/20

## Culminations
- Lyre
- Flèche
- Aigle
- Écu de Sobieski
- Sagittaire
- Couronne australe
- Télescope
- Paon

Lever du Bélier et de la Baleine. Coucher de Arcturus.

## Description
- Le Triangle d'été est au-dessus des têtes pour les observateurs de l'hémisphère Nord. Vega de la Lyre est l'étoile la plus brillante du ciel. Elle commence à décliner côté ouest. À partir de Vega, on peut repérer facilement au zénith deux étoiles brillantes, Deneb du Cygne et Altair de l'Aigle.

- Côté nord, la tête du Dragon commence son déclin à l'ouest (entre Vega et la Grande Ourse), et Céphée s'apprète à culminer à l'est (dans l'alignement d'Altaïr par Deneb).

- Dans le prolongement du nez de la Grande Ourse, on "trace un arc jusqu'à Arcturus, l'étoile brillante que l'on voit haut dans le ciel côté ouest. Spica, de la Vierge, s'est couchée il y a une heure.

- L'est est dominé par le Grand carré de Pégase. Partant de sa diagonale, on peut repérer vers le sud les faibles constellations du Verseau et du Capricorne, et cet alignement se prolonge jusqu'au Sagittaire et au Scorpion, en train de passer au sud. Dans l'autre sens, on commence à remonter la diagonale d'Andromède, vers Algol, de la constellation de Persée, et Capella du Cocher.

- Fomalhaut, du Poisson austral, peut être repérée dans le grand alignement de l'horizon sud, qui part de Arcturus (se couchant à l'ouest) pour remonter le long de la base du Serpentaire, à travers le Sagittaire, pour tomber sur Fomalhaut, et pour les observateurs situés au sud, sur le début de la Baleine qui commence à se lever au sud-est.

- Côté sud, le Sagittaire est en train de culminer. Cette constellation australe n'est pas complètement visible au-delà de 40°N, mais la partie cachée par l'horizon sud n'est pas très spectaculaire.

- Pour les observateurs situés dans l'hémisphère sud, le Paon est en train de culminer plein sud.